# Ghislaine Thesmar
Pour les articles homonymes, voir Thesmar.
Ghislaine Thesmar est une danseuse française née le 18 mars 1943 à Pékin.

## Famille
Son père est diplomate et représente la France dans de nombreux pays. La jeune Ghislaine passa donc d’un pays à l’autre, au fur et à mesure des affectations de son père. À sa naissance son père est en poste en Chine. Celui-ci est d'ailleurs pianiste et mélomane, ce qui donnera le goût de l'ambiance musicale à la jeune fille. Elle s'est mariée avec le danseur et chorégraphe français Pierre Lacotte en 1968.

## Carrière artistique

### Études artistiques
Elle fait son apprentissage à l'école de danse Pro Arte Musical (es), dirigée par Alicia Alonso à la Havane, à Cuba.
Elle obtint le premier prix de Conservatoire de Casablanca, au Maroc où elle réside alors. Sa professeure de danse, Sonia Bessy, lui conseille de se présenter au concours du Conservatoire de Paris.
Un congé diplomatique de son père lui permettra ensuite de commencer ses études au Conservatoire de Paris, avec pour professeurs, Solange Schwartz, Yves Brieux et Serge Peretti.

### Ballets classiques

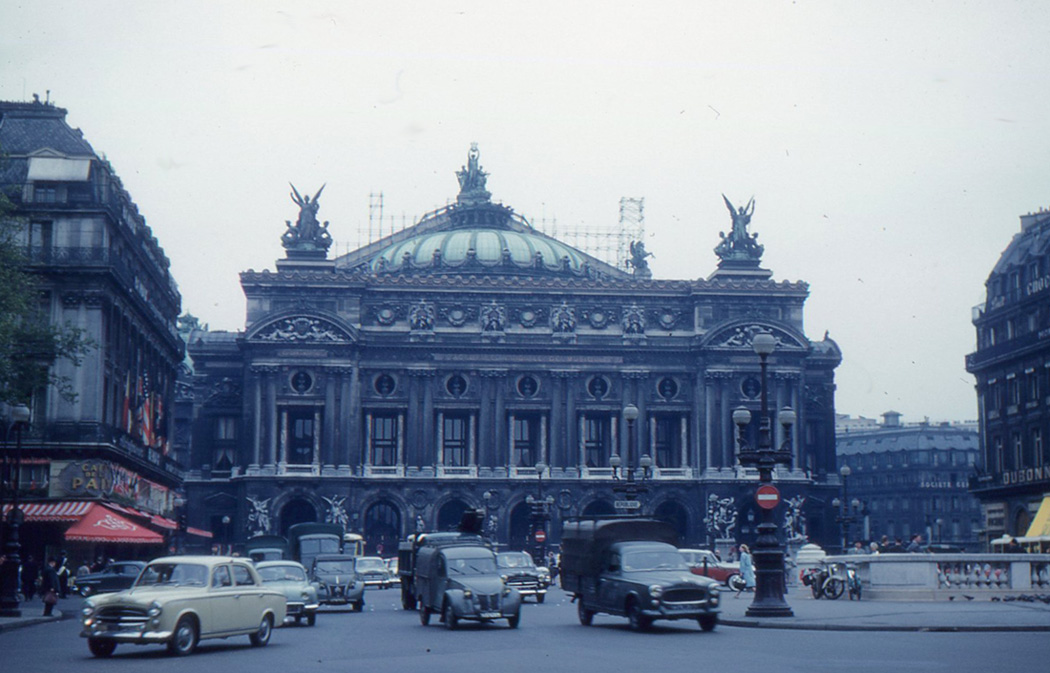
Opéra Garnier de Paris dans les années 1960.

Elle commence sa carrière en 1961 dans le corps de ballet du Grand Ballet du Marquis de Cuevas, dans La Belle au bois dormant, puis est engagée dans la troupe des Jeunesses musicales de France. Elle devient la muse du directeur, Pierre Lacotte, qui crée plusieurs ballets pour elle et son partenaire attitré, Michaël Denard.
Elle danse ensuite dans la troupe de Roland Petit, au Ballet Rambert, à Londres et aux Grands Ballets canadiens à Montréal. Elle participe à de nombreux festivals et saisons comme à la Fenice à Venise en 1970.
Le ballet La Sylphide la révèle en 1971 au grand public. Après le succès du film on lui propose trois représentations en artiste invitée à l’Opéra de Paris et on lui offre par la suite un contrat fixe comme étoile de la compagnie de ballet à l’Opéra de Paris.

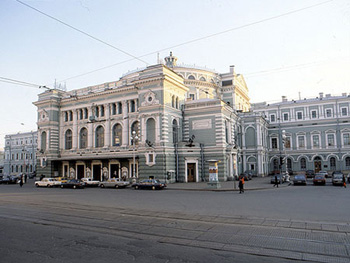
Théâtre Mariinsky de Saint-Pétersbourg.

Elle fait de nombreuses tournées en Union soviétique de 1970 à 1972 et danse plusieurs fois (en artiste invitée) au Théâtre Mariinsky (alors Théâtre Kirov) et au Bolchoï de Moscou.
Devenue danseuse étoile à l'Opéra de Paris en 1972, elle se produit de nombreuses fois au New York City Ballet dans une sorte de contrat en accord entre George Balanchine et Rolf Liebermann qui lui permet une participation permanente entre l’Opéra de Paris et le New York City Ballet pendant cinq ans.
Outre le répertoire classique (Giselle, Coppélia, Lac des Cygnes, La Belle au bois dormant, Raymonda, La Sylphide de Pierre Lacotte…), elle a interprété les œuvres de Serge Lifar, Roland Petit, une grande partie du répertoire de George Balanchine et Jerome Robbins.

## Carrière d'enseignante
Elle enseigne et dirige des répétitions pour les solistes pendant vingt ans à l’Opéra de Paris et enseigne également et régulièrement au Royal Ballet de Londres et aussi à l’école du Théâtre Mariinsky de Saint-Pétersbourg et pour la compagnie du Théâtre Bolchoï de Moscou.
Elle quitte la scène en 1988 pour se consacrer entièrement à l’enseignement à l’Opéra de Paris sous l’égide de Rudolf Noureev et prend sa retraite en 2008.

## Œuvres chorégraphiques
Deux œuvres.
- Le Cygne de Camille Saint-Saëns;
- Prélude à l'après-midi d'un faune' de Claude Debussy.

## Cinématographie
- Une vie de ballets : film-documentaire réalisé en 2011 par Marlène Ionesco (Delange Productions), est un hommage au chorégraphe, Pierre Lacotte, et à sa muse Ghislaine Thesmar, danseuse étoile et enseignante à l’Opéra de Paris. De nombreuses images de ce film proviennent des archives personnelles de Pierre Lacotte[4].

## Œuvre littéraire
- Autobiographie (Une vie en pointe), éditions Odile Jacob, 2018[5].